# Can Tino
Can Tino és un edifici al costat esquerre del carrer d'Avall al municipi d'Anglès que respon a la tipologia de casal medieval. Està catalogat a l'Inventari del Patrimoni Arquitectònic de Catalunya.
Es tracta d'un casal de tres plantes i golfes, entre mitgeres, cobert amb una teulada a dues aigües de vessants a façana.
La planta baixa destaca pel majestuós i solemne portal d'accés adovellat d'arc de mig punt amb unes dovelles de grans dimensions molt ben escairades.
Sobresurt especialment el primer pis amb les dues obertures majestàtiques que li atorguen el qualificatiu de planta noble. Es tracta de dues finestres d'estil clàssic amb guardapols rematats amb sengles petxines a les impostes, muntants de pedra i ampit treballat. D'aquestes dues, la que està ubicada a l'extrem dret contempla sota de l'ampit, la solució que consisteix a disposar tres pedres com a mesura de reforç i suport en el sosteniment de la pesant finestra. Entremig d'aquestes dues finestres, hi ha una creu de ferro forjat la qual és paral·lela amb altres casals del mateix carrer d'Avall. Aquestes creus servien per marcar el lloc on es feia aturada durant la celebració del viacrucis.
Pel que fa al segon i tercer pis, que s'han traduït en la façana en dues obertures minúscules i irrellevants que no han rebut cap tractament especial -segon pis- i en l'obertura d'uns badius en format de quatre obertures contigües d'arc de mig punt -tercer pis-, aquestes dues responen a reformes més tardanes del segle xix.